# Louis-Paul Aujoulat
Pour les articles homonymes, voir Aujoulat.
Louis-Paul Aujoulat, né le 28 août 1910 à Saïda (Algérie) où son père était enseignant et mort le 2 décembre 1973 dans le 14e arrondissement de Paris, est un homme politique français.

## Biographie
Après des études primaires et secondaires à Sidi-Bel-Abbès, il opte pour des études de médecine à Lille, sanctionnées par une thèse de doctorat qu'il soutient à Nancy en 1934.
Il est chercheur dans un laboratoire de psychologie à Lille et président de la ligue missionnaire des étudiants de France. Ancien membre de l'association Ad lucem, il en implante une branche (la fondation médicale Ad Lucem) à Efok au Cameroun français en 1936. Il dirige cette fondation entre 1936 et 1945 en qualité de médecin-directeur. Médecin, il s’établit au Cameroun dont il devient député MRP aux deux assemblées nationales constituantes, puis à l’Assemblée nationale jusqu’en 1956.

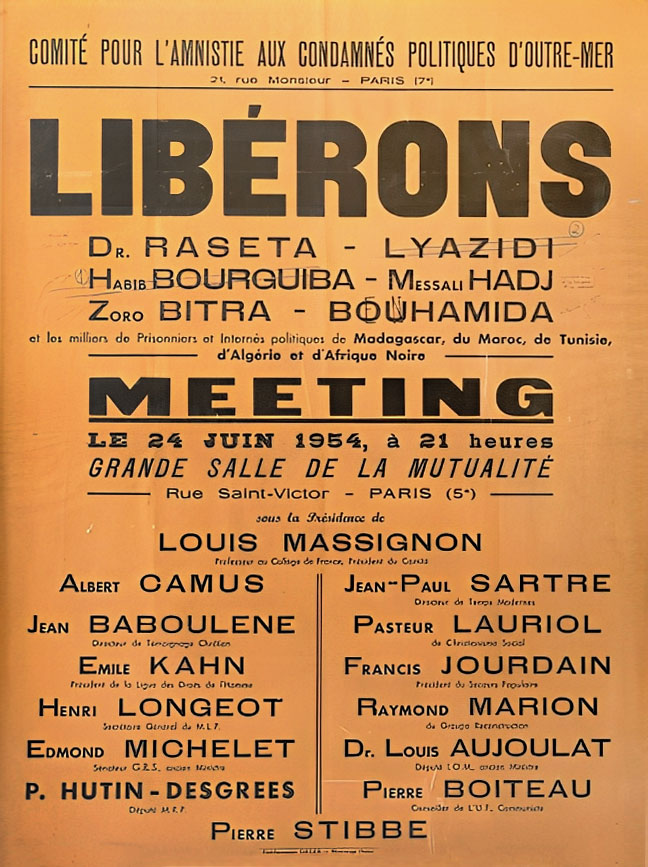
Meeting pour la libération des prisonniers et internés politiques de Madagascar, du Maroc, de Tunisie, d’Algérie et d’Afrique Noire, en présence de Louis Aujoulat, 24 juin 1954

En 1948, il adhère au groupe des Indépendants d’Outre-mer, puis il devient secrétaire d’État à la France d’Outre-mer de nombreux gouvernements successifs.
Il lance en 1951 son propre parti, le Bloc démocratique camerounais (BDC). Il dispose notamment du soutien du prélat René Graffin, qui fait ouvertement campagne en sa faveur : « Tous les catholiques doivent, le jour de l'élection, aller aux urnes et voter pour le bon chrétien. » Le BDC ne parviendra toutefois jamais à se développer sérieusement et à concurrencer l'Union des populations du Cameroun (UPC).
Il contribue dans les années 1950 à la répression de l'UPC, qui subit une campagne de débauchages, de harcèlement administratif et d'attaques extrajudiciaires.
D'après les témoignages de certains de ses collaborateurs, il était homosexuel, mais devait le cacher en raison de son engagement conservateur et de ses croyances religieuses,.
Il est délégué à l’Organisation mondiale de la santé (OMS) et rédige des articles sur l’Afrique.
Il était lié au cardinal Liénart et au mouvement des missionnaires laïcs Ad Lucem. Il était également un sympathisant de l'organisation transnationale Réarmement moral.
L'expression « aujoulatiste » continue d’être employée au Cameroun afin de désigner péjorativement un individu compromis avec le pouvoir.

## Fonctions gouvernementales
- Sous-secrétaire d'État à la France d'outre-mer du gouvernement Georges Bidault (2) (du 29 octobre 1949 au 17 février 1950)
- Secrétaire d'État à la France d'outre-mer du gouvernement Georges Bidault (3) (du 17 février au 2 juillet 1950)
- Secrétaire d'État à la France d’outre-mer du gouvernement Henri Queuille (2) (du 2 au 12 juillet 1950)
- Secrétaire d'État à la France d'outre-mer du gouvernement René Pleven (1) (du 13 juillet 1950 au 10 mars 1951)
- Secrétaire d'État à la France d'outre-mer du gouvernement Henri Queuille (3) (du 10 mars au 11 août 1951)
- Secrétaire d'État à la France d'outre-mer du gouvernement René Pleven (2) (du 26 septembre 1951 au 20 janvier 1952)
- Secrétaire d'État à la France d'outre-mer du gouvernement Edgar Faure (1) (du 20 janvier au 8 mars 1952)
- Secrétaire d'État à la France d'outre-mer du gouvernement Antoine Pinay (du 14 mars 1952 au 8 janvier 1953)
- Ministre de la Santé publique et de la Population du gouvernement Pierre Mendès France (du 19 juin au 3 septembre 1954)
- Ministre du Travail et de la Sécurité sociale du gouvernement Pierre Mendès France (du 3 septembre 1954 au 23 février 1955)